# Giáo hoàng Phaolô VI
Thánh Giáo hoàng Phaolô VI (tiếng Latinh: Paulus VI; tiếng Ý: Paolo VI, tên khai sinh: Giovanni Battista Enrico Antonio Maria Montini; 26 tháng 9 năm 1897 – 6 tháng 8 năm 1978) là giáo hoàng thứ 262 của Giáo hội Công giáo Rôma từ năm 1963 đến 1978. Tiếp theo sự thành công của người tiền nhiệm - giáo hoàng Gioan XXIII trong Công đồng Vatican II, ông quyết định tiếp tục công đồng này. Ông tìm cách cải thiện mối quan hệ của Công giáo với các giáo hội Kitô giáo khác như Chính Thống giáo, Anh giáo và Tin Lành.
Ông đã tích cực chủ tọa ba khóa họp cuối cùng của Công đồng Vatican II, nỗ lực phục vụ công lý hòa bình và cổ vũ việc đại kết. Kỳ họp II (từ 29-9 đến 4-12-1963). Ông đơn giản hóa nghi thức Giáo hoàng và thiết lập tổ chức Thượng Hội đồng Giám mục để cùng chia sẻ trách nhiệm chung trong việc điều hành Giáo hội toàn cầu. Ông cũng là vị Giáo hoàng đầu tiên thực hiện các cuộc công du đến các nước khác để loan báo Tin Mừng Đức Kitô. Ông còn đầu tư kinh phí để xây dựng Nervi Hall nổi tiếng dành cho việc tiếp kiến Giáo hoàng.
Ông được Giáo hoàng Phanxicô tôn phong chân phước vào ngày 19 tháng 10 năm 2014. Ngày 7 tháng 3 năm 2018, Giáo hoàng Phanxicô chuẩn y công nhận phép lạ thứ hai của ông, việc phong thánh đã được xác nhận. Theo hồng y Pietro Parolin, Quốc vụ khanh Tòa Thánh, cố Giáo hoàng Phaolô VI sẽ được phong thánh vào ngày cuối cùng của Thượng Hội đồng Giám mục về Thanh niên vào cuối tháng 10 năm 2018. Giáo hoàng Phaolô VI chính thức được tuyên thánh vào ngày 14 tháng 10 năm 2018.

## Trước khi thành giáo hoàng

### Gia đình
Giáo hoàng Paulus VI tên thật là Giovanni Battista Enrico Antonio Maria Montini, sinh tại Concesio, Brescia ngày 26 tháng 9 năm 1897.
Ông sinh ra trong một gia đình quý tộc miền Brescia, cha ông là luật sư và là người đại diện trong tỉnh ông của phong trào công giáo (Movimento cattolico). Hội có mục đích là bảo vệ các niềm tin công giáo một cách gián tiếp qua hoạt động xã hội, theo cách thông điệp Rerum Novarum đã cổ vũ. 

### Tu sĩ

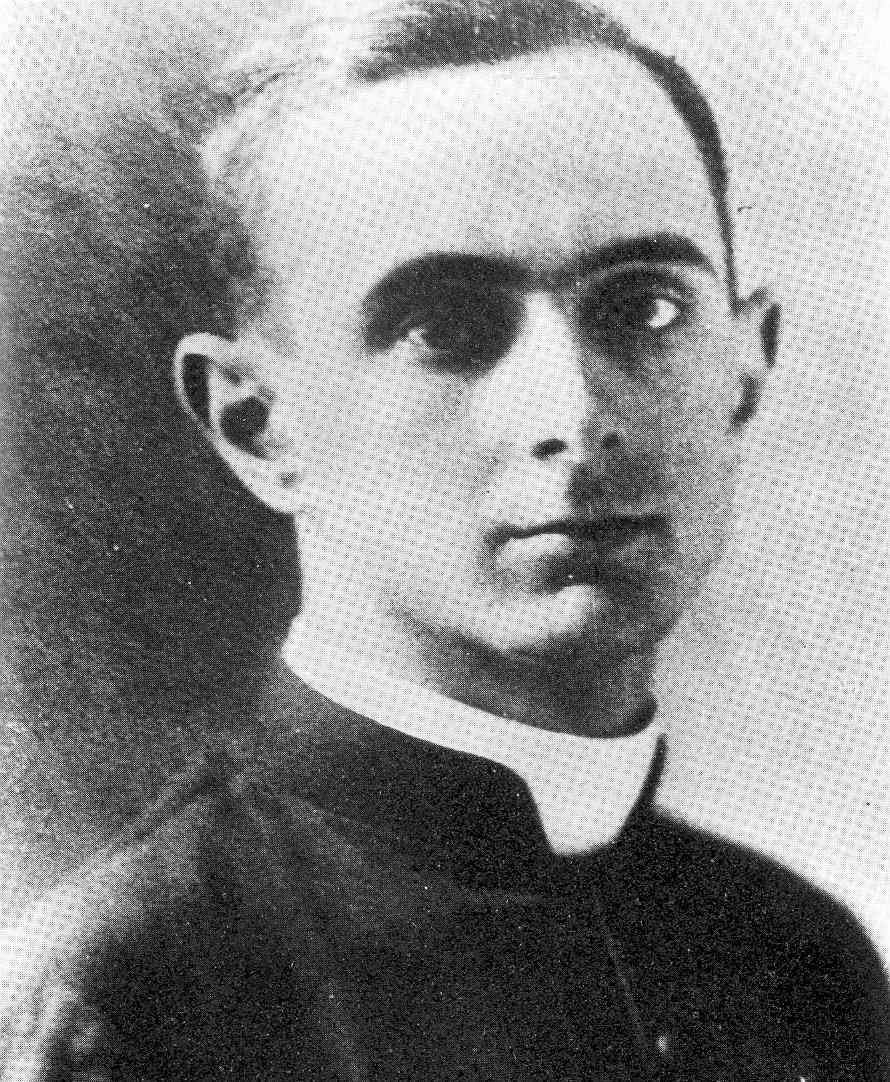
Linh mục Montini

Vì sức khỏe yếu, Montini đã bắt đầu các việc học tập của mình tại trường trung học Dòng Tên Cesare Arici, ở thôn quê. Ông cũng thường lui tới Santa Maria della pace, do Philipphê Nêri gợi ý.
Việc học tập của ông khá tầm thường và năm 1914, gia đình ông rút ông ra khỏi trường trung học để cho ông đi thi với tư cách là thí sinh tự do. Ông chịu ảnh hưởng rất nặng của linh đạo đan viện, đặc biệt là linh đạo Bênêđictô trong những cuộc cấm phòng ông đã thực hiện ở đan viện Chiari.
Năm 1916, ông qua giai đoạn maturità classica, Ông trở về với hội Manzoni, tên của tác giả Italya danh tiếng Alessandro Manzoni, người đã tập hợp các học sinh và sinh viên công giáo lại. Ông tung ra một tạp chí có tựa đề là La Fronda (Sự nổi loạn) khuyến khích người công giáo sống đức tin trước mặt mọi người.

### Linh mục
Ngày 29 tháng 5 năm 1920, ông được thụ phong linh mục mà không qua chủng viện. Ngoài ra, người ta còn phải đưa ra một sửa đổi vì lý do tuổi của ông: Bộ giáo luật lúc bấy giờ quy định ứng viên phải tròn 24 tuổi. Sau đó, ông đi Rôma, nơi ông theo đuổi việc học hành đồng thời ở Gregoriana (đại học Giáo hoàng) và ở Sapienza (đại học nhà nước). Năm 1921, nhờ gửi gắm ông vào viện hàn lâm các quý tộc Giáo hoàng.
Tháng 11 năm 1952, Giáo hoàng Piô XII bổ nhiệm ông làm quyền tổng trưởng ngoại giao cùng với ông Tardini. Tháng 1 năm 1953, Montini từ chối việc thăng chức hồng y.

### Giám mục và hồng y
Ông được tấn phong Tổng Giám mục Milanô ngày 12 tháng 12 năm 1954 và Giáo hoàng Gioan XXIII bổ nhiệm ông làm hồng y trong hội nghị các hồng y ngày 15 tháng 12 năm 1958. Vị hồng y mới hầu như ngay tức khắc bắt tay vào việc chuẩn bị Công đồng Vatican II.

## Giáo hoàng

### Bầu cử
Năm 1963, cuộc bầu Giáo hoàng diễn ra giữa lúc Công đồng Vatican II còn nhóm họp. Lần này, người ta lại hướng về Tổng Giám mục Montini thành Milan. Montini được quan niệm là nhà lãnh đạo lý tưởng để hướng dẫn Giáo hội qua những thay đổi nội bộ.
Lần họp bầu này số Hồng y đã tăng thêm nhiều, tất cả gồm 80 vị và các vị đại diện cho nhiều quốc gia, số Hồng y người Ý đã giảm xuống trông thấy. Sau 3 ngày Cơ Mật viện họp bầu, ngày 21 tháng 6 năm 1963, Hồng y Montini đã được chọn làm Giáo hoàng với tông hiệu là 'Phaolô VI'.
Ngay ngày hôm sau, Tân Giáo hoàng đọc điện văn Urbi et Orbi gửi toàn thể thế giới, như một tuyên ngôn, bày tỏ cảm tưởng, đường lối và chương trình của triều đại là tiếp tục đại công đồng, phục vụ công lý và hòa bình thế giới, xúc tiến việc hiệp nhất Kitô hữu. Ông cũng tuyên bố với các hồng y đang tụ họp trong nhà nguyện Sistine: "phần quan trọng nhất triều giáo hoàng của ta sẽ dành cho việc tiếp tục công đồng đại kết Vatican II mà mắt của tất cả mọi người có thiện ý đều quay nhìn đến".
Ông đăng quang ngày 30 tháng 6 và bắt tay ngay vào việc trấn an dư luận bằng cách duy trì tính đơn sơ của "giáo hoàng Gioan tốt lành".

### Tiếp tục công đồng

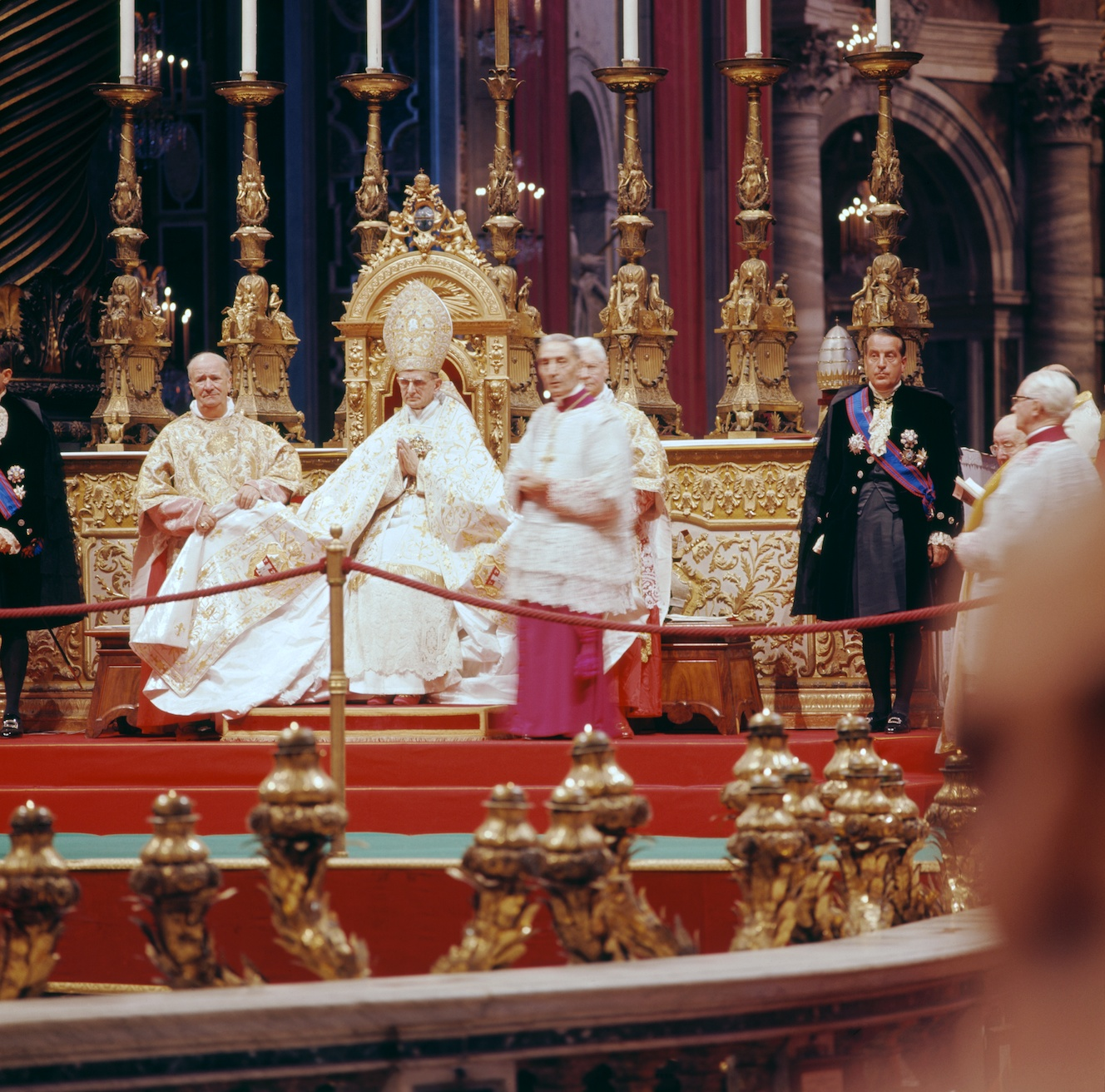
Phaolô VI tiếp tục công đồng Vaticanô II

Ông xác định những mong muốn của ông đối với công đồng Vatican II: "Hôm nay, từ vinh quang này cấu tạo toàn bộ một chương trình. Công đồng đại kết, mọi người đều biết, đã làm cho từ đó trở thành của mình, quy tụ trong đó những mục tiêu cải cách và đổi mới. Đừng nhìn thấy trong mục tiêu này được kèm theo những biểu hiện cao nhất và đặc trưng nhất của đời sống giáo hội, sự uốn cong vô ý thức nhưng có hại về chủ nghĩa thực dụng và khuynh hướng hiếu động của thời đại chúng ta mà hy sinh đời sống nội tâm và sự chiêm niệm là những điều phải có vị trí thứ nhất trong thanh các giá trị tôn giáo của chúng ta".
Ngày 14.9, ông ban huấn dụ Cum proximus về việc cầu nguyện và hãm mình đền tội, để công đồng đạt kết quả tốt đẹp. Cũng ngày ấy, ông triệu tập các nghị phụ và chỉ định 4 hồng y làm đại diện điều hành các công việc của công đồng.
Khóa II công đồng khai mạc ngày 29.9.1963 bằng một thánh lễ và bài diễn văn, ông nhắc lại mục đích triệu tập Công đồng là Giáo hội muốn nhìn vào dung nhan Chúa Giê-su; nếu nhận thấy một vết nhơ, một khuyết điểm trên khuôn mặt hay trên chiếc áo cưới của mình, thì sẽ nhất định can đảm và cố gắng tẩy gội để trở nên giống thật gương mẫu của mình là Chúa Kitô.
Cũng trong bài diễn văn này, ông lên tiếng cầu xin sự tha thứ của Thiên Chúa và của những anh em "bất hòa", vì những lầm lỗi của Giáo hội Roma trong việc chia rẽ Kitô giáo. Ngày 4.12, ông công bố hiến chế Sacrosanctum Concilium (Phụng vụ thánh) và sắc lệnh Inter mirifica (Phương tiện truyền thông xã hội), sau đó, ông đọc diễn văn bế mạc khóa II.
Ngày 25.1.1964, Giáo hoàng Phaolô VI ký tự sắc Sacram Liturgiam, quyết định những thể thức đầu tiên áp dụng hiến chế về phụng vụ, và dạy phải thi hành từ mùa chay năm 1964. Cũng năm ấy, ông công bố thông điệp đầu tiên của mình – thông điệp Ecclesiam Stuam - Giáo hoàng Phaolô VI đã nói về bản chất thực sự của Giáo hội, trình bày chiều hướng của công đồng là tự ý thức về mình, tự cải thiện và đối thoại với thế giới hiện đại.
Kỳ họp III của công đồng Vatican II khai mạc ngày 14-9-1964. Sau hơn hai tháng tranh luận, ngày 20.11 ngày công bố sắc lệnh Unitatis Redintegratio (Hiệp nhất Kitô hữu) và ngày 21 trước khi bế mạc khóa III, ông công bố thêm Hiến Chế tín lý Lumen Gentium (Giáo hội) và sắc lệnh Orientalium Ecclesiarum (Các giáo hội công giáo Đông Phương); đồng thời ông công bố: "Maria là Mẹ Giáo hội".
Năm 1965, trong kỳ họp thứ IV (từ 14-9 đến 8-12-1965) tất cả các bản văn còn lại được công bố gồm Hiến Chế Mạc Khải và Hiến Chế Giáo hội giữa thế giới; sáu sắc lệnh: Nhiệm vụ các Giám mục, Đời sống Linh mục, Canh tân Dòng tu, Tông đồ giáo dân, Hoạt động truyền giáo và Truyền thông xã hội, và ba tuyên ngôn về giáo dục Kitô giáo, Liên lạc các tôn giáo, và về Tự do Tôn giáo.
Công đồng bế mạc ngày 8-12-1965 sau bốn năm làm việc, đã hoàn thành được 16 bản văn (04 Hiến chế, 9 sắc lệnh và 3 tuyên ngôn).
"Trong đại hội toàn cầu này, trong thời gian và không gian đặc ân này, quá khứ, hiện tại và tương lai như quy tụ lại. Quá khứ: vì ở đây, tụ họp ở địa điểm này, chúng ta có Giáo hội của Đức Kitô với truyền thống, lịch sử, các Công Đồng, các tiến sĩ và các thánh của Giáo hội; hiện tại: chúng ta đang từ giã nhau để đi vào thế giới ngày nay với những bất hạnh, đau khổ, tội lỗi của nó, nhưng cũng có những thành công, giá trị và đức tính của nó; và tương lai ở đây trong lời kêu gọi khẩn trương của những người dân trên thế giới muốn được công bình hơn, trong ý muốn hòa bình, trong khát khao có ý thức hay vô thức về một đời sống cao đẹp hơn, một đời sống mà Giáo hội của Đức Kitô có thể đem lại và muốn trao ban cho họ; (trích từ diễn văn bế mạc Công Đồng Vatican II của Giáo hoàng Phaolô VI).

## Công du nước ngoài

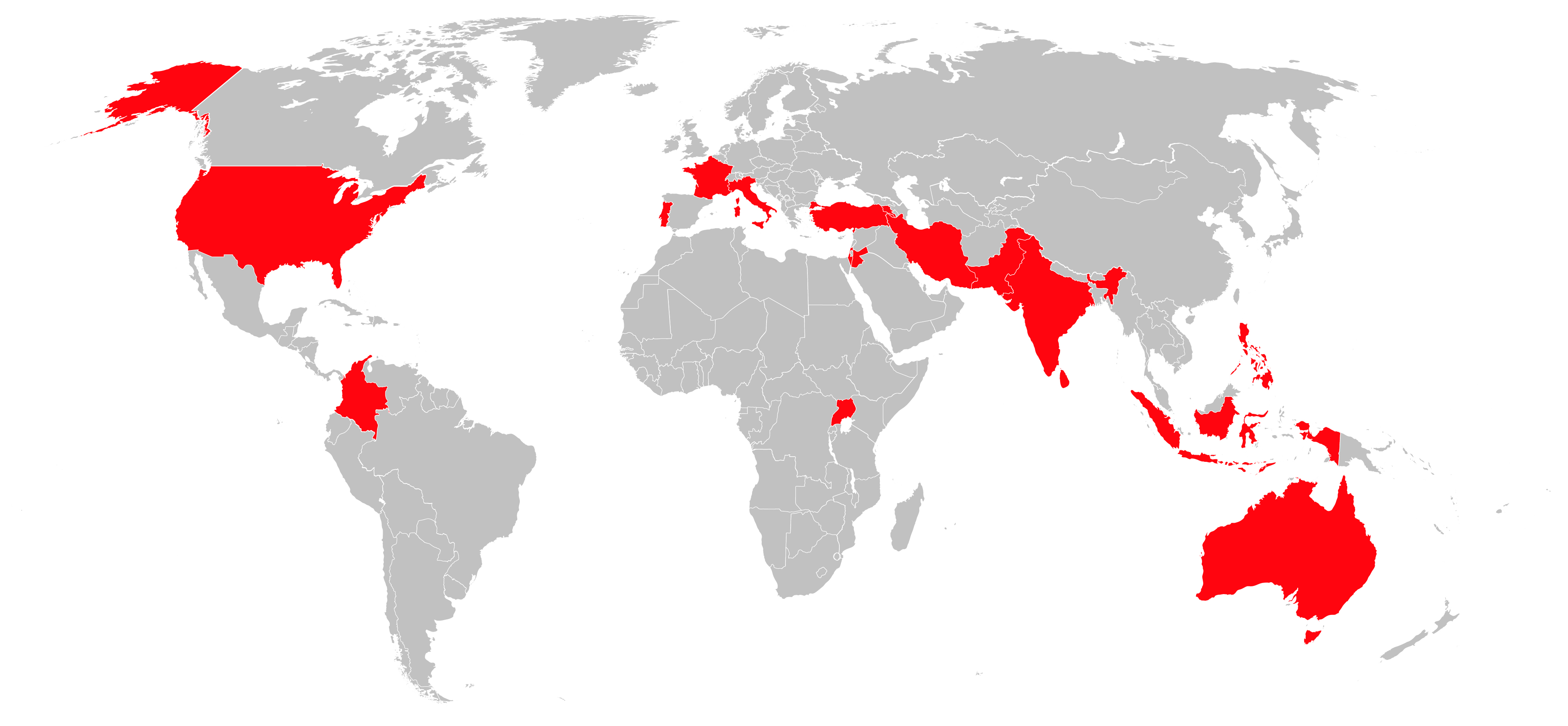
Bản đồ những quốc gia mà Phaolô VI từng tới thăm

Những chuyến công du của Giáo hoàng Phaolô VI gây được thiện cảm của những Kitô hữu lẫn những người không tin Chúa Giêsu. Năm 1965, ông đến Hoa Kỳ và Bồ Đào Nha, năm 1966 ông gặp Giáo chủ Hồi giáo Rouhani, gửi trả lá cờ đã bị lực lượng Ki-tô giáo tịch thu tại trận Lepanto (1571). Năm 1967, ông đến Istamboul và gặp gỡ Thượng phụ Athenagoras, năm 1968 ông đến châu Mỹ La Tinh, năm sau ông đến Genève và Ouganda, năm 1970 ông đi Đông Á.
Năm 1966, ông gặp Tổng Giám mục Cantorbery (Anh giáo). Ông tham dự Đại Hội Thánh Thể ở Ấn Độ, Colombia, và Ý, và đến thăm những nơi bị thiên tai (Pakistan), cũng như những nơi sùng kính Mẹ Maria (Fatima và Ephêsô). Ông cũng tìm kiếm sự hiệp nhất với vị Giám mục lãnh đạo Anh Giáo, Michael Ramsey.

### Gặp gỡ Chính thống giáo
Cắt đứt với truyền thống ngồi tại chỗ của ngôi vị Giáo hoàng, ông đã khởi đầu một loạt các cuộc công du qua Thánh địa Giêrusalem (4 đến 6 tháng 1) năm 1964. Trong chuyến công du này, ông đã gặp gỡ các thượng phụ của Chính thống giáo Đông Phương.
Sau khi viếng đền thờ mồ thánh về, tại tòa khâm sứ Tòa thánh trong khu vực Jordania, ông tiếp Giám mục Benedict, giáo chủ chính thống tại Jesusalem, ông nói: "Chúng ta hãy quên đi quá khứ và hướng về những gì trước mắt chúng ta".
Ngày hôm sau, ông đã có cuộc gặp gỡ lịch sử với thượng phụ Athenagoras thành Constantinopolis. Thượng phụ Athenagoras choàng vào cổ Giáo hoàng dấu hiệu hôn hòa bình. Athenagoras đã trao cho Phao lô VI một ảnh tượng thể hiện hai thánh tông đồ Phêrô và Anrê. Đây là lần đầu tiên kể từ cuộc đại ly giáo năm 1054, Giáo hoàng của giáo hội công giáo gặp gỡ Thượng Phụ của thành Constantinopolis.
Chính ngày bế mạc công đồng Vatican II, Phaolô VI và giáo chủ Athenagoras của Constantinopolis đã cũng một lúc xóa bỏ án "vạ tuyệt thông lẫn nhau", nguyên nhân của vụ ly khai năm 1054.
Ngày 25 tháng 7 năm 1967, Ông có cuộc du hành sang Istanbul và viếng thăm đức thượng phụ giáo chủ Athenagoras của Constantinopolis. Tại đây, ông nói" "Đầu năm nay, chúng tôi kỷ niệm mười chín thế kỷ sứ vụ chứng tá cao cả của hại vị tông đồ Phê-rô và Phao-lô, chúng tôi lại tìm nhau để trao đổi cái "hôn hòa bình" của tình bác ái huynh đệ. Những điểm làm chúng tôi còn phân cách không ngăn cản chúng tôi nhận thức sự hiệp nhất sâu đậm. Đức bác ái phải giúp chúng tôi nhận biết cùng một tiếng nói trên tất cả các điểm dị đồng".
Tháng 11, năm 1967, thượng phụ Athenagoras đã có chuyến viếng thăm Roma. Trong hội nghị cả hai đã cùng nói lên ước muốn được nhau cùng phục vụ công lý và hợp nhất đức ái các tín hữu của mình, đã nhắc lại lời của Chúa:"Khi con đến bàn thờ dâng lễ vật..." (Mt 5,23t), hai vị cùng tuyên bố như sau:
 "a. Hối tiếc về những lời xúc phạm, những lời trách cứ thiếu nền tảng và những hành vi đáng lên án của cả hai phía, trong và sau những biến cố đáng buồn đó. b. Hối tiếc và xin xóa đi trong ký ức những bản vạ tuyệt thông lẫn nhau. Nó vốn đang là trở ngại chính cho việc xích lại gần nhau trong đức ái, chớ gì chúng được quên đi. c. Hối tiếc về những điều đáng buồn trước đó và những biến cố sau này, chịu tác động bởi nhiều nguyên cớ, nhất là vì thiếu hiểu biết và coi thường lẫn nhau đã đưa đến việc cắt đứt mối hiệp thông của Giáo hội."

### Ấn Độ
Tháng 12 năm 1964, Phaolô VI du hành Bombay, Ấn Độ nhân dịp Đại hội thánh thể lần thứ 38, ngày 2.12 mà mục đích chính là viếng thăm người nghèo, kêu gọi hòa bình thế giới và đối thoại với các tôn giáo khác.
Lễ giáng sinh, ông đọc một sứ điệp gửi thế giới với đề tài: "Tình huynh đệ, nền tảng của xã hội mới".

### Tại Liên Hợp Quốc
Ngày 4-10-1965, tại diễn đàn Liên Hợp Quốc ở New York, Phaolô VI kêu gọi "không bao giờ để xảy ra chiến tranh nữa" và được mọi người hưởng ứng. Ông khẳng định: "là chuyên gia về nhân loại, chúng tôi tôn trọng con người".
Qua các chuyến du hành, ông không ngừng lên tiếng bênh vực cho nhân quyền. Ủy ban "Công lý và Hòa bình" được thiết lập năm 1967 có văn phòng tại nhiều quốc gia. Người kitô hữu được kêu gọi hiện diện và hoạt động trong mọi lãnh vực của đời sống qua việc dấn thân xã hội và chính trị của họ. Nhiều phong trào Công giáo tiến hành mong muốn có một chọn lựa về chính trị rõ rệt. Tuy nhiên chủ trương đa dạng về dấn thân gây nên một số căng thẳng do dị biệt giữa các Kitô hữu.

### Tại Colombia
Tháng 8-1968, Phaolô VI đến Colombia (Bogota và Medellin) nhân dịp hội nghị Giám mục châu Mỹ Latinh (CELAM). Ông công bố:"Hòa bình có tên gọi là phát triển".
Cũng trong hội nghị Medellin, các Giám mục Nam Mỹ đã chọn đứng hẳn về phía người nghèo trong lục địa, kêu gọi một cuộc giải phóng toàn diện (như Maisen cứu dân khỏi nô lệ Ai Cập), chiến đấu cho Công lý, cho sự phát triển chân thực để mọi người có điều kiện sống hợp với nhân phẩm hơn... Đây là bước khởi đầu của thần học giải phóng.
Ngày nay, vấn đề quan yếu mà mỗi người phải ý thức là vấn đề xã hội có tầm vóc toàn cầu (...). Đã xảy ra nhiều tình trạng bất công thấu đến trời cao. Khi có nhiều dân tộc, bị tước đoạt những thứ cần thiết, phải sống trong sự lệ thuộc đến độ ngăn cản họ có bất kỳ sáng kiến và trách nhiệm nào (...) Họ bị cám dỗ dùng bạo động để đẩy lùi những bất công như thế, nhằm cổ vũ phẩm giá con người (...).
Sự phát triển không thể giản lược vào việc gia tăng kinh tế đơn thuần. Để là phát triển chân thực, nó phải toàn diện, nghĩa là thăng hoa toàn diện con người và mọi người (...). Vấn đề là xây dựng một thế giới, trong đó mọi người, không phân biệt chủng tộc, tôn giáo, quốc tịch, có thể sống một cuộc đời hoàn toàn xứng đáng là con người, được giải thoát khỏi mọi thứ nô lệ đến từ phía con người hay từ thiên nhiên chưa được điều khiển cách đầy đủ (...). Nếu phát triển là tên gọi mới của hòa bình, còn có ai không ao ước hoạt động hết sức mình cho phát triển chăng ? 
(Đức PhaoLô VI ngỏ lời với người Colombia ngày 23 tháng 8 năm 1968).

### Thụy Sĩ
Ngày 13.4.1969, Giáo hoàng Phaolô VI tấn phong 33 tân hồng y. Cũng năm này ông có chuyến viếng thăm đến Geneve (Thụy Sĩ), đây là chuyến viếng thăm đầu tiên của một vị Giáo hoàng đến Geneve kể từ khi nơi này trở thành trung tâm giáo hội Tin Lành (thế kỷ XIX). Sau đó là chuyến viếng thăm Ouganda (Phi châu). Trong chuyến thăm này ông đã đến dự đại hội hội đồng Giám mục Phi châu và gặp gỡ nhiều nguyên thủ quốc gia. 

### Philippin
Ngày 15.9.1970, ông tuyên bố giải tán lực lượng cảnh binh Tòa thánh, chỉ còn giữ lại 56 lính canh Thụy Sĩ và một lực lượng dân sự mới thành lập, có nhiệm vụ cảnh sát tại Tòa thánh.
Trong năm này, ông cũng có các chuyến thăm mục vụ đến nhiều quốc gia trên thế giới đặc biệt là cuộc viếng thăm các quốc gia ở Á châu và châu Đại dương.
Tại phi trường Manila (Philippin) ông bị một họa sĩ người Bolivia tên là Benjamín Mendoza y Amor Flores mưu sát, nhưng Mendoza đã bị bắt tại trận. Sau đó ông đọc diễn văn trước Hội đồng Giám mục Á châu, và chủ tọa phiên họp Hội đồng Giám mục châu Đại dương.

## Các văn bản chính
Ngày 30.4.1965, Giáo hoàng Paulus VI công bố thông điệp Mense Maico, kêu gọi giáo dân chạy đến cùng Maria, Nữ vương Hòa Bình, tha thiết xin Mẹ ban hòa bình thế giới.
Ngày 3.9, Ông ban bố thông điệp Mysterium Fidei (Mầu nhiệm đức tin) về giáo lý và sự phụng tự Thánh Thể. Vì sợ nhìn thấy thánh lễ riêng bị giảm giá trị, tín điều về sự biến đổi bản thể bị giảm nhẹ và sự phụng tự Thánh Thể ngoài thánh lễ bị đánh giá thấp, nên Giáo hoàng nhấn mạnh đến tầm quan trọng của mầu nhiệm Thánh Thể, và đối diện với các lý thuyết về sự chuyển đổi mục đích và về sự chuyển đổi ý nghĩa, ông nhắc lại giáo lý truyền thống.

### Vấn đề ân xá
Trong thông điệp thứ tư năm 1966, ông thúc giục mọi người Công giáo lần chuỗi mân khôi cầu nguyện cho hòa bình. Thông qua tự sắc Summi Dei Beneficio, ngày 3.5.1966 ông đã kéo dài năm toàn xá 1966 đến lễ Đức Mẹ Vô Nhiễm Nguyên Tội. Ngày 19.2, ông tiếp kiến tiễn sĩ Rouhani, đệ nhất giáo chủ Hồi giáo, ngày 23.3 tiến sĩ Michael Ramsey, tổng Giám mục Canterbury, giáo chủ Anh giáo.
Ngày 1.1.1967, Giáo hoàng Phaolô VI ban hành Tông hiến Indulgentiarum Doctrina: Tông hiến của xét lại bản tường trình về giáo lý các ân xá và các qui phạm áp dụng thực tiễn các ân xá. Bản văn định nghĩa ân xá như "sự tha thứ trước mặt Thiên Chúa, hình phạt tạm do các tội lỗi mà sự lỗi phạm đã được xóa, sự tha thứ mà người tín hữu thật tình có thiện ý nhận được ở vài điều kiện đã được ấn định, nhờ hành động của Giáo hội, với tư cách là người phân phát ơn cứu chuộc, dùng quyền của mình mà phân phối và áp dụng kho tàng những sự đền bù tội lỗi của Đức Kitô và của các thánh".
Vì những sự lạm dụng của quá khứ và những rủi ro mê tín dị đoan hiện tại, Giáo hoàng đã thiết lập một biện pháp mới đối với tiểu xá, còn liên quan đến các hành vi và thái độ của hối nhân hơn nữa. Ông thu hẹp các ơn đại xá một cách thích đáng, ban nhiều tính đơn giản và phẩm cách hơn cho các ân xá kết liền với những sự vật hoặc các nơi chốn.

### Thông điệp Polorum Progressio
Polorum Progressio Ngày 26.3.1967, Ông ban bố Thông điệp Polorum Progressio về sự phát triển kinh tế và văn hóa của các dân tộc. Thông điệp nêu nổi bật ý tưởng "vấn đề xã hội hôm nay mang tính toàn cầu" và "sự phát triển là tên gọi mới của hòa bình".
Trong đó Giáo hoàng kêu gọi các Kitô hữu và tất cả mọi "người thiện chí" tự cùng nhau nỗ lực cho hòa bình, cho sự phát triển toàn bộ của con người và cho sự thiết lập một uý quyền hữu hiệu trên toàn thế giới.Trong đó, ông cũng xác định vấn đề xã hội phải là vấn đề chung của thế giới; việc phát triển cho đúng phải có tính toàn diện từ kinh tế, văn hóa đến đời sống thiêng liêng; cần có những Tổ chức quốc tế để bảo vệ các nước yếu và nghèo chống lại sự cạnh tranh bất chính. Thông điệp được khai triển kỹ hơn tại các hội đồng Giám mục miền và Thượng Hội đồng 1971.

### Độc thân linh mục
Ngày 18.6 qua tự sắc Sacrum Diaconanus Ordinem, ông tái lập chức phó tế vĩnh viễn, trong đó không thể nhận những người đã lập gia đình.
Ngày 24 tháng 6 năm 1967, Ông tiếp tục ban bố Thông điệp Sacerdotalis Coelibatus về sự độc thân linh mục. Tư liệu này kiểm lại kỹ càng những ý kiến bác bỏ sự độc thân thánh và tái khẳng định giá trị của nó được đặt nền tảng trên Kitô học, Giáo hội học và cánh chung học. Ông định vị sự độc thân của linh mục trong đời sống của Giáo hội và trong tương quan với các giá trị nhân loại và chỉ ra những con đường mà sự độc thân này có thể được sống trọn vẹn.

### Thông điệp sự sống con người
Tháng 7-1968, Phaolô VI ban bố Thông điệp Humanae Vitae "Sự Sống Con người" trong đó bác bỏ mọi cách ngừa thai trái tự nhiên, không được mọi tín hữu hưởng ứng như xưa. Đồng thời ông cũng kêu gọi vợ chồng Công giáo điều hòa sinh sản theo phương cách tự nhiên, tái xác nhận giáo huấn truyền thống của Giáo hội Công giáo. Văn kiện xuất hiện như một văn kiện có thẩm quyền Giáo hoàng, đi ngược với tinh thần "công đồng". Thực ra, văn kiện đã được chuẩn bị từ năm 1965, thời gian mà Phaolô VI đã đình chỉ một số đoạn của hiến chế Gaudium et spes (Tin mừng và Hy vọng). Ngoài ra Giáo hoàng ước muốn xác nhận giáo huấn của Casti connubii mà Pius XI công bố ngày 31 tháng 12 năm 1930.
Trong Humanae Vitae, Paul VI nhắc lại rằng giáo lý của giáo hội công giáo xây dựng trên dây hôn phối bất khả phân ly mà Thiên chúa đã muốn và con người không thể cắt đứt theo ý kiến của mình, giữa hai ý nghĩa của hành vi vợ chồng: kết hợp và sinh đẻ" (HV, 12). Từ giáo lý này xuất phát những điều cấm sau đây:
"Trường hợp với những điểm cơ bản này của quan niệm con người và Kitô giáo về hôn nhân, ta phải tuyên bố một lần nữa rằng tuyệt đối phải loại trừ như là phương tiện hợp pháp của sự điều hòa sinh đẻ, sự trực tiếp làm đứt đoạn quá trình sinh sản đã được bắt đầu, và nhất là sự phá thai cố ý và được gây ra một cách trực tiếp ngay cả vì những lý do điều trị. Cũng phải loại ra như vậy như Huấn quyền của giáo hội đã nhiều lần tuyên bố, sự triệt sản trực tiếp, cho dù là vĩnh viễn hoặc tạm thời nơi người đàn ông cũng như người đàn bà. Cũng vì loại bỏ mọi hành động hoặc trong dự kiến hành vi vợ chồng hoặc trong tiến trình của bó được đề ra như là mục đích hoặc phương tiện làm cho việc sinh đẻ trở nên không thể được".
Thông điệp xuất hiện như một sự phủ nhận sự ngừa thai. Ngay cả các nghị phụ công đồng cũng bị lung lay. Hồng y Alfrink tổng Giám mục của Utrecht tuyên bố rằng "các thông điệp không bao giờ là bất khả ngộ", nhà thần học Hans Kung về phần mình đặt lại nguyên lý của sự bất khả ngộ. Tại Pháp, tạp chí Témoignage chrétien cho in một bức thư ngỏ có tựa đề: "Nếu đức Kytô thấy điều đó" tách riêng Giáo hoàng với giáo hội – dân thiên chúa.
Năm 1969, ngoài một số văn kiện nhằm kiến tạo Hòa bình và canh tân giáo hội như các sứ điệp: "Ngày thế giới hòa bình", "Truyền thông xã hội với gia đình", Tông huấn "kinh mân côi Hòa bình" và nhất là việc công bố sách lễ Roma mới đã được canh tân theo chỉ thị của công đồng Vatican II.
Năm 1971, Phaolô VI ban bố Thông điệp "Phát triển các Dân tộc" đấu tranh cho quyền lợi các nước nghèo.

## Năm thánh 1975
Năm thánh 1975 được mở ra dưới triều Phaolô VI. Năm Thánh này mang ý nghĩa Canh tân và Hoà giải, như được trình bày trong Tông Huấn Gaudete in Domino ("Hãy Vui Mừng Trong Chúa") của ông.
Năm Thánh 1975 là Năm Thánh cuối cùng trong lịch sử Giáo hội mà một vị Giáo hoàng khai mở bằng cách đập búa vào tường che Cửa Thánh ở Đền Phêrô.
Khi kết thúc Năm Thánh 1975, Phaolô VI đã không còn tiếp tục truyền thống xây tường gạch che phủ Cửa Thánh nữa.

## Qua đời

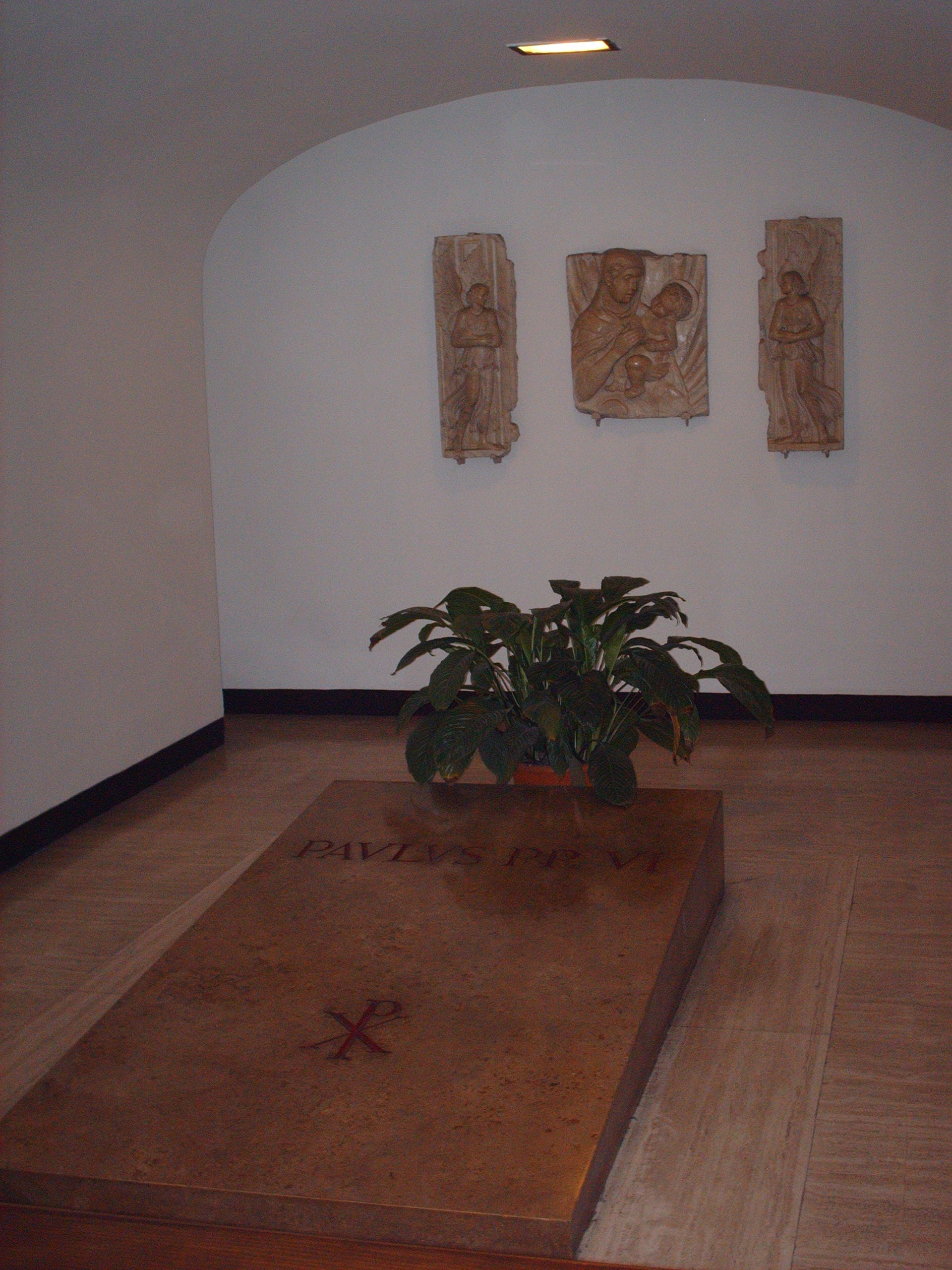
Hầm mộ của Giáo hoàng Phaolô VI

Mặc dù tình trạng sức khỏe yếu kém đã giới hạn các sinh hoạt của ông vào cuối thời Giáo hoàng, Phaolô VI được nhớ đến như một khuôn mặt chính yếu đã duy trì sự quân bình giữa việc thể hiện các thay đổi trong Giáo hội và vẫn giữ Giáo hội trung thành với truyền thống của mình.
Vào ngày 6 tháng 8 năm 1978, Phaolô VI qua đời tại điện nghỉ mát mùa Hè Castel Gandolfo ở ngoại ô Rôma, hưởng thọ 81 tuổi, sau khi ở ngôi vị Giáo hoàng hơn 15 năm. Ông đã tiếp nối sự nghiệp của Cố Giáo hoàng Gioan XXIII với Công đồng Vatican II (1962-1965) để phục vụ hữu hiệu hơn đoàn Dân Chúa và thế giới trong thời đại mới.
Ngày 20 tháng 12 năm 2012, Giáo hoàng Biển Đức XVI nâng Phaolô VI lên hàng Đấng đáng kính và cho phép Bộ phong thánh bắt đầu tiến trình phong thánh cho Phaolô VI. Ông được Giáo hoàng Phanxicô tôn phong chân phước vào ngày 19 tháng 10 năm 2014, trong buổi lễ bế mạc Thượng Hội đồng Giám mục Ngoại thường về Gia đình, với sự tham dự của Giáo hoàng danh dự Biển Đức XVI.
Ngày 7 tháng 3 năm 2018, Giáo hoàng Phanxicô chuẩn y công nhận phép lạ thứ hai của ông, việc phong thánh đã được xác nhận. Theo hồng y Pietro Parolin, Quốc vụ khanh Tòa Thánh, cố Giáo hoàng Phaolô VI sẽ được phong thánh vào ngày cuối cùng của Thượng Hội đồng Giám mục về Thanh niên vào cuối tháng 10 năm 2018. Giáo hoàng Phaolô VI chính thức được tuyên thánh vào ngày 14 tháng 10 năm 2018.